# Bisdom Saint John (New Brunswick)
Het bisdom Saint John (Latijn: Dioecesis Sancti Ioannis Canadensis) is een rooms-katholiek bisdom met als zetel Saint John, in Canada. Het bisdom is suffragaan aan het aartsbisdom Moncton. 

## Geschiedenis
Het bisdom werd opgericht op 30 september 1842, als het bisdom New Brunswick, uit delen van het bisdom Charlottetown, en was suffragaan aan het aartsbisdom Quebec. In 1843 veranderde het van naam naar bisdom Fredericton. Op 4 mei 1852 veranderde het van kerkprovincie en werd suffragaan aan het aartsbisdom Halifax. In 1853 veranderde het van naam naar bisdom Saint John in New Brunswick, wat op 15 november 1924 veranderd werd in Saint John, New Brunswick. Op 22 februari 1936 veranderde het opnieuw van kerkprovincie en werd suffragaan aan het nieuw opgerichte aartsbisdom Moncton. 

## Parochies
Het bisdom had in 2020 een oppervlakte van 60.000 km2 en telde 331.800 inwoners waarvan 40,0% rooms-katholiek was.

## Bisschoppen
- William Dollard (30 september 1842 - 29 augustus 1851)
- Thomas Louis Connolly (4 mei 1852 - 8 april 1859)
- John Sweeny (29 november 1859 - 25 maart 1901)
- Timothy Casey (25 maart 1901 - 31 juli 1912; coadjutor sinds 30 september 1899)
- Edouard Alfred LeBlanc (2 augustus 1912 - 17 februari 1935)
- Patrick Albert Bray (18 maart 1936 - 17 juni 1953)
- Alfred Bertram Leverman (27 juli 1953 - 7 september 1968)
- Joseph Neil MacNeil (9 april 1969 - 2 juli 1973)
- Arthur Joseph Gilbert (3 april 1974 - 2 april 1986)
- Joseph Edward Troy (2 april 1986 - 24 september 1997; coadjutor sinds 1 maart 1984)
- Joseph Faber MacDonald (23 oktober 1998 - 9 september 2006)
  - Martin William Currie (apostolisch administrator: 9 september 2006 - 8 mei 2007)
- Robert Harris (8 mei 2007 - 15 oktober 2019)
- Christian Heribert Riesbeck (15 oktober 2019 - heden)

## Galerij van afbeeldingen

Wapen van het bisdom Saint John
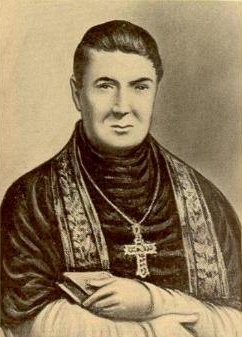
William Dollard, de eerste bisschop van het bisdom

Moncton (aartsbisdom) · Bathurst in Canada · Edmundston · Saint John